# American III: Solitary Man
American III: Solitary Man ist das dritte Musikalbum in der Serie American Recordings des Country-Sängers Johnny Cash. Es wurde im Oktober 2000 veröffentlicht und erreichte Platz elf der Country-Album-Charts.
Zwischen der Veröffentlichung der Alben Unchained und Solitary Man erlitt Cash zahlreiche gesundheitliche Rückschläge und wurde unter anderem wegen Lungenentzündung im Krankenhaus behandelt. Auf Solitary Man klingt Cashs sonst so fester Bariton erstmals brüchig; auffällig zu hören ist dies bei Tom Pettys I Won’t Back Down, einem Titel, der sowohl Cashs Grundhaltung bezeichnet als auch gleichzeitig das Credo des gesamten Albums ist. Einer der für Cash ungewöhnlichsten Titel auf diesem Album ist Nick Caves The Mercy Seat, der Monolog eines in der Todeszelle wartenden Strafgefangenen und nach Cashs eigenen Angaben einer seiner Lieblingssongs.
 Solitary Man wurde ebenso wie die beiden vorhergegangenen Alben, die von Rick Rubin produziert wurden, mit einem Grammy ausgezeichnet. Es gewann den Preis für die beste männliche Gesangsdarbietung im Bereich Country.

## Titelliste
1. I Won't Back Down (Tom Petty/Jeff Lynne) – 2:09
Ursprünglich 1989 von Petty für das Album Full Moon Fever aufgenommen.
2. Solitary Man (Neil Diamond) – 2:25
Ursprünglich 1966 von Diamond als Single aufgenommen.
3. That Lucky Old Sun (Just Rolls Around Heaven All Day) (Haven Gillespie/Beasely Smith) – 2:35
Ursprünglich ein Hit von Frankie Laine aus dem Jahr 1949.
4. One (Bono, Adam Clayton, The Edge, Larry Mullen) – 3:53
Ursprünglich 1991 von U2 für das Album Achtung Baby aufgenommen.
5. Nobody (Egbert Williams) – 3:14
Ursprünglich 1906 von Williams aufgenommen.
6. I See a Darkness (Will Oldham) – 3:42
Ursprünglich 1999 von Oldham für das Album I See a Darkness aufgenommen.
7. The Mercy Seat (Nick Cave/Mick Harvey) – 4:35
Ursprünglich 1988 von Cave für das Album Tender Prey aufgenommen.
8. Would You Lay with Me (in a Field of Stone) (David Allen Coe) – 2:41
Ursprünglich 1974 von Tanya Tucker für ihr gleichnamiges Album aufgenommen.
9. Field of Diamonds (Cash, Jack Routh) – 3:15
Ursprünglich 1986 von Cash und Waylon Jennings für das Album Heroes aufgenommen.
10. Before My Time (Cash) – 2:55
11. Country Trash (Cash) – 1:47
Ursprünglich 1973 von Cash für das Album Any Old Wind That Blows aufgenommen.
12. Mary of the Wild Moor (Dennis Turner) – 2:32
Ursprünglich 1956 von The Louvin Brothers für das Album Tragic Songs of Life aufgenommen.
13. I'm Leaving Now (Cash) – 3:07
Ursprünglich 1985 von Cash für das Album Rainbow aufgenommen.
14. Wayfaring Stranger (amerikanische Volksweise) – 3:19

## Belege
1. ↑  Grammy Flashback: Best Male Country Vocal Performance auf countryuniverse.wordpress.com (englisch)